# مجزرة صبرا وشاتيلا
مجزرة صبرا وشاتيلا كانت عملية قتل جماعي ارتُكبت بين 16 و18 سبتمبر 1982، وراح ضحيتها ما بين 1,300 و3,500 مدني، معظمهم من الفلسطينيين والشيعة اللبنانيين، وذلك في العاصمة اللبنانية بيروت خلال الحرب الأهلية اللبنانية. نفذ المجزرة ميليشيا "القوات اللبنانية"، وهي إحدى أبرز الميليشيات المسيحية في لبنان، بدعم من الجيش الإسرائيلي الذي كان قد فرض حصارًا على حي صبرا ومخيم شاتيلا للاجئين الفلسطينيين المجاور له في بيروت.
في يونيو 1982، اجتاحت إسرائيل لبنان بهدف القضاء على منظمة التحرير الفلسطينية. وبحلول 30 أغسطس، انسحبت قوات المنظمة من بيروت تحت إشراف قوات متعددة الجنسيات، وذلك بعد أسابيع من المعارك في بيروت الغربية وقبيل وقوع المجزرة. كان الرئيس اللبناني المنتخب بشير الجميل قد حظر نشاط القوات اللبنانية في بيروت واستبدل مواقعها بالجيش اللبناني. وبعد انسحاب قوات حفظ السلام الدولية من لبنان في 11 سبتمبر، دخل الجيش اللبناني إلى بعض مناطق بيروت الغربية لاستعادة النظام، لكنه لم يدخل إلى المخيمات الفلسطينية. وخلال هذا الفراغ الأمني، كانت القوات الإسرائيلية والميليشيات المسيحية، وربما أيضًا جيش لبنان الجنوبي، منتشرة في محيط صبرا وشاتيلا، بعد أن كانت قوات حفظ السلام قد أزالت الحواجز والألغام التي كانت تمنع تقدم الإسرائيليين إلى الأحياء ذات الأغلبية المسلمة.
في 14 سبتمبر، اغتيل بشير الجميل على يد عنصر من الحزب السوري القومي الاجتماعي بأوامر من النظام السوري، وهو ما استغلته إسرائيل لتحتل بيروت الغربية في اليوم التالي في خرق لاتفاق وقف إطلاق النار. وقد مهّد هذا التقدم الإسرائيلي الطريق أمام اقتحام القوات اللبنانية للمخيمين.
يُعتقد على نطاق واسع أن المجزرة جرت تحت قيادة السياسي اللبناني إيلي حبيقة، الذي كانت أسرته وخطيبته قد قُتلوا في مجزرة الدامور عام 1976 على يد ميليشيات فلسطينية ويسارية لبنانية، والتي كانت بدورها ردًا على مجزرة الكرنتينا التي ارتكبتها ميليشيات مسيحية ضد فلسطينيين وشيعة لبنانيين. شارك في المجزرة ما بين 300 و400 عنصر، بمن فيهم بعض عناصر جيش لبنان الجنوبي. وأثناء وقوع المجزرة، تلقى الجيش الإسرائيلي تقارير عن الفظائع، لكنه لم يتخذ أي إجراء لوقفها. بل إن القوات الإسرائيلية أقامت حواجز عند مخارج المخيم لمنع السكان من الفرار، وأطلقت القنابل المضيئة ليلًا بطلب من القوات اللبنانية لتسهيل تنفيذ المجزرة.
في فبراير 1983، خلصت لجنة مستقلة ترأسها الدبلوماسي الإيرلندي شون ماكبرايد، مساعد الأمين العام للأمم المتحدة، إلى أن الجيش الإسرائيلي، باعتباره القوة المحتلة في صبرا وشاتيلا حينها، يتحمل مسؤولية المجزرة التي نفذتها الميليشيات. كما وصفت اللجنة المجزرة بأنها "شكل من أشكال الإبادة الجماعية". وفي الشهر نفسه، أعلنت لجنة كاهان الإسرائيلية أن الجيش الإسرائيلي كان على علم بأعمال القتل ولم يتخذ أي خطوات جدية لمنعها، ما يجعله مسؤولًا بشكل غير مباشر عن الأحداث، وأوصت اللجنة بإقالة وزير الدفاع الإسرائيلي حينها أريئيل شارون، محملةً إياه المسؤولية "لتجاهله خطر سفك الدماء والانتقام".

## عدد الشهداء
هناك عدة تقارير تشير إلى عدد الشهداء في المذبحة، ولكنه لا يوجد تلاؤم بين التقارير حيث يكون الفرق بين المعطيات الواردة في كل منها كبيرا. في رسالة من ممثلي الصليب الأحمر لوزير الدفاع اللبناني يقال أن تعداد الجثث بلغ 328 جثة، ولكن لجنة التحقيق الإسرائيلية برئاسة إسحاق كاهان تلقت وثائق أخرى تشير إلى تعداد 460 جثة في موقع المذبحة. في تقريرها النهائي استنتجت لجنة التحقيق الإسرائيلية من مصادر لبنانية وإسرائيلية أن عدد القتلى بلغ ما بين 700 و 800 نسمة. وفي تقرير إخباري لهيئة الإذاعة البريطانية BBC يشار إلى 800 قتيل في المذبحة. قدرت بيان نويهض الحوت، في كتابها «صبرا وشتيلا - سبتمبر 1982»، عدد القتلى ب1300 نسمة على الأقل حسب مقارنة بين 17 قائمة تفصل أسماء الضحايا ومصادر أخرى. وأفاد الصحافي البريطاني روبرت فيسك أن أحد ضباط الميليشيا المارونية الذي رفض كشف هويته قال إن أفراد الميليشيا قتلوا 2000 فلسطيني. أما الصحافي الإسرائيلي الفرنسي أمنون كابليوك فقال في كتاب نشر عن المذبحة أن الصليب الأحمر جمع 3000 جثة بينما جمع أفراد الميليشيا 2000 جثة إضافية مما يشير إلى 3000 قتيل في المذبحة على الأقل.

## الأحداث
في عام 1982 بدأت مجزرة صبرا وشاتيلا في مخيمين للاجئين الفلسطينيين في لبنان على يد حزب الكتائب اللبناني بالتعاون مع الجيش الإسرائيلي.
صدر قرار المذبحة برئاسة رفائيل ايتان رئيس أركان الحرب الإسرائيلي وآرييل شارون وزير الدفاع آنذاك.
دخلت ثلاث فرق إلى المخيم كل منها يتكون من خمسين مسلح إلى المخيم بحجة وجود 1500 مسلح فلسطيني داخل المخيم وقامت المجموعات المارونية اللبنانية بالإطباق على سكان المخيم وأخذوا يقتلون المدنيين قتلاً بلا هوادة، أطفالٌ في سن الثالثة والرابعة وُجدوا غرقى في دمائهم، حوامل بقرت بُطونهن ونساء اُغْتُصِبْن قبل قتلهن، رجال وشيوخ ذُبحوا وقُتلوا، وكل من حاول الهرب كان القتل مصيره، 48 ساعة من القتل المستمر وسماء المخيم مغطاة بنيران القنابل المضيئة.
أحكمت الآليات الإسرائيلية إغلاقَ كل مداخل النجاة إلى المخيم فلم يُسمح للصحفيين ولا وكالات الأنباء بالدخول إلا بعد انتهاء المجزرة حين استفاق العالم على مذبحة من أبشع المذابح في تاريخ البشرية، عدد القتلى في المذبحة لا يعرف بوضوح وتتراوح التقديرات حوالى 4000 شهيد من الرجال والأطفال والنساء والشيوخ المدنيين العزل من السلاح.

### لجنة كاهان

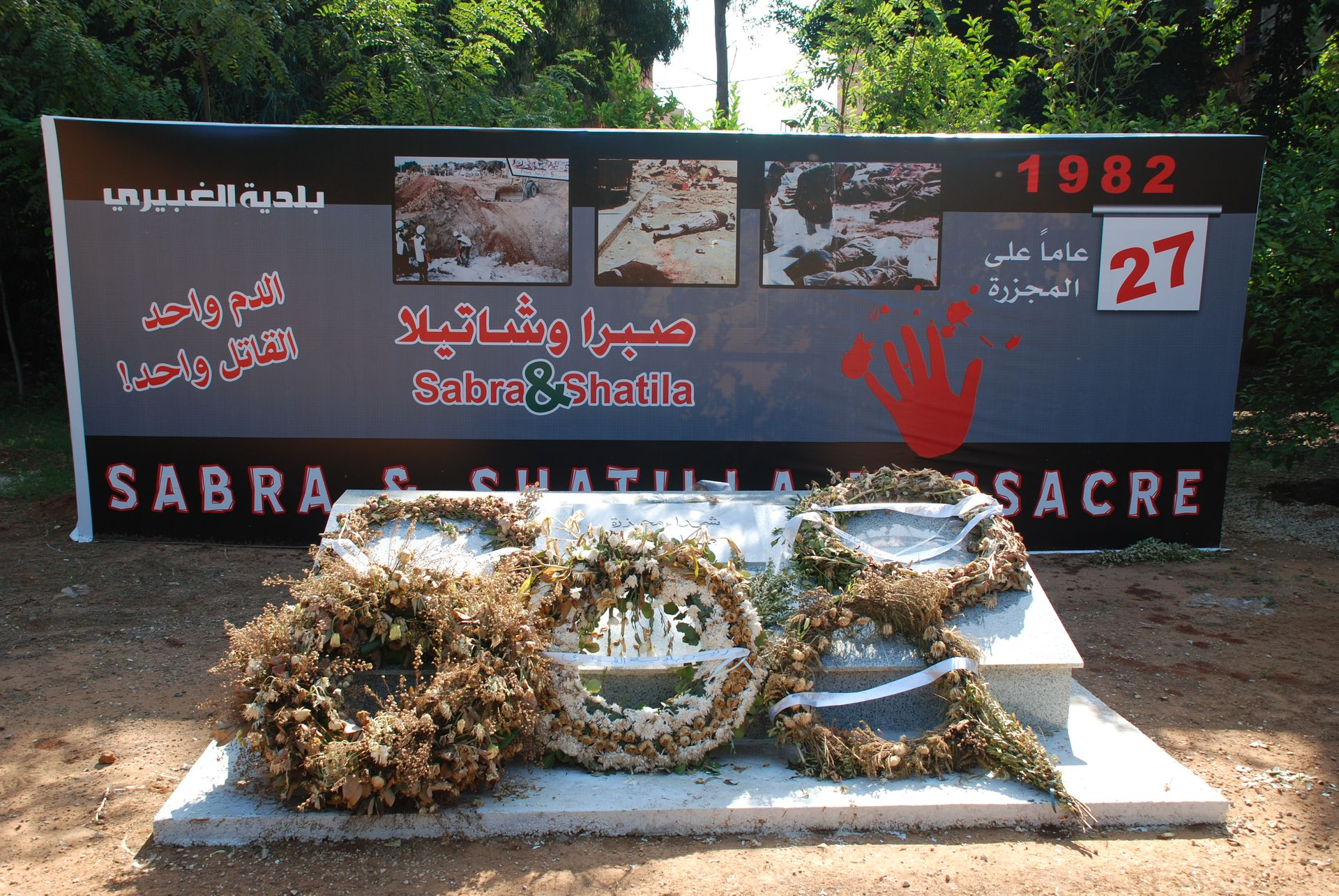
نصب تذكاري للشهداء في صبرا (جنوب بيروت).

صورة من المذبحة والجثث في الطرقات، 18/9/1982

في 1 نوفمبر 1982 أمرت الحكومة الإسرائيلية المحكمة العليا بتشكيل لجنة تحقيق خاصة، وقرر رئيس المحكمة العليا، إسحاق كاهان، أن يرأس اللجنة بنفسه، حيث سميت «لجنة كاهان». في 7 فبراير 1983 أعلنت اللجنة نتائج البحث وقررت أن وزير الدفاع الإسرائيلي أريئل شارون يحمل مسؤولية مباشرة عن المذبحة إذ تجاهل إمكانية وقوعها، ولم يسع للحيلولة دونها. كذلك انتقدت اللجنة رئيس الوزراء مناحيم بيغن، وزير الخارجية إسحاق شامير، رئيس أركان الجيش رفائيل ايتان وقادة المخابرات، قائلةً إنهم لم يقوموا بما يكفي للحيلولة دون المذبحة أو لإيقافها حينما بدأت. رفض أريئيل شارون قرار اللجنة ولكنه استقال من منصب وزير الدفاع عندما تكثفت الضغوط عليه. بعد استقالته عُيِّن شارون وزيرًا بلا حقيبة وزاريّة (أي عضو في مجلس الوزراء دون وزارة معينة لإسرائيل).
الا انه بعد ذلك تم انتخابه رئيسًا للحكومة وقام بمجازر غيرها في الأراضي الفلسطينية ولم يُحَاكَم رغم ثبوت التهم عليه.

### توثيق وتمثيل فني

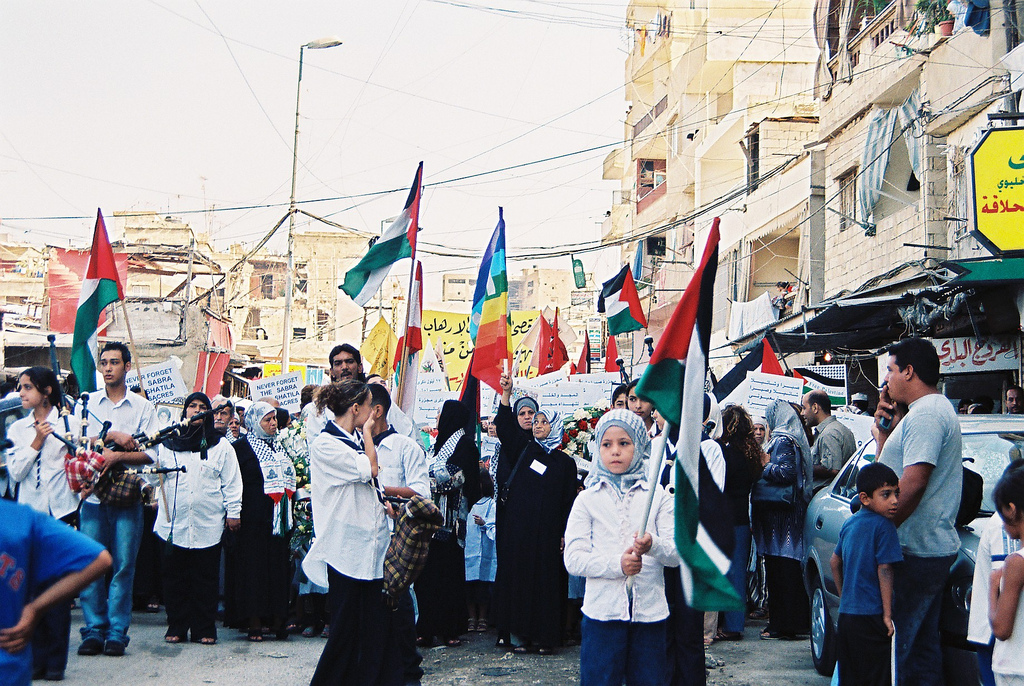
ذكرى مجزرة صبرا وشاتيلا

تأثر كثير من فناني العالم العربي بالمجزرة وصنعوا أعمالاً فنية خاصة بها من بينهم ناجي العلي، عبد الحي مسلم، ضياء العزاوي، سامي محمد، عدنان يحيى، إسماعيل شموط، ناس الغيوان وغيرهم.
صدر عام 2008 فيلم كرتون (صور متحرّكة) وثائقي إسرائيلي كتبه وأخرجه آري فولمان باسم «فالس مع بشير»، يتحدث الفيلم عن اجتياح إسرائيل لجنوب لبنان، ودور إسرائيل في المجزرة وتيسيرها بالتّعاون مع قوّات الكتائب المسيحيّة.

## وصلات خارجية
- تقرير بي بي سي عن المذبحة وتداعياته (بالإنكليزية)